# Caselet
Caselet (en italien, Caselette) est une commune italienne de la ville métropolitaine de Turin, dans la région Piémont.

## Patrimoine
- Château Cays
- Sanctuaire de Sant'Abaco
- Mont Musinè

## Administration
| Période                                  | Période  | Identité         | Étiquette | Qualité |
| ---------------------------------------- | -------- | ---------------- | --------- | ------- |
| 14 juin 2004                             | En cours | Sandro Dogliotti |           |         |
| Les données manquantes sont à compléter. |          |                  |           |         |

### Hameaux
Grange di Caselette, Grangiotto.

### Communes limitrophes
Val della Torre, Almèse, Alpignano, Veillane, Rivoli, Rosta, Butière-Haute.

### Jumelages
- Ricse (Hongrie).